# Libertad Sunchales
Le Club Deportivo Libertad de Sunchales est un club argentin de basket-ball évoluant en Liga Nacional de Básquetbol, soit le plus haut niveau du championnat argentin. Le club est basé dans la ville de Sunchales.

## Palmarès
- Vainqueur de la Liga Sudamericana : 2002, 2007

## Entraîneurs
- 2013-2014 :  Fernando Duró